# 佩德納萊斯

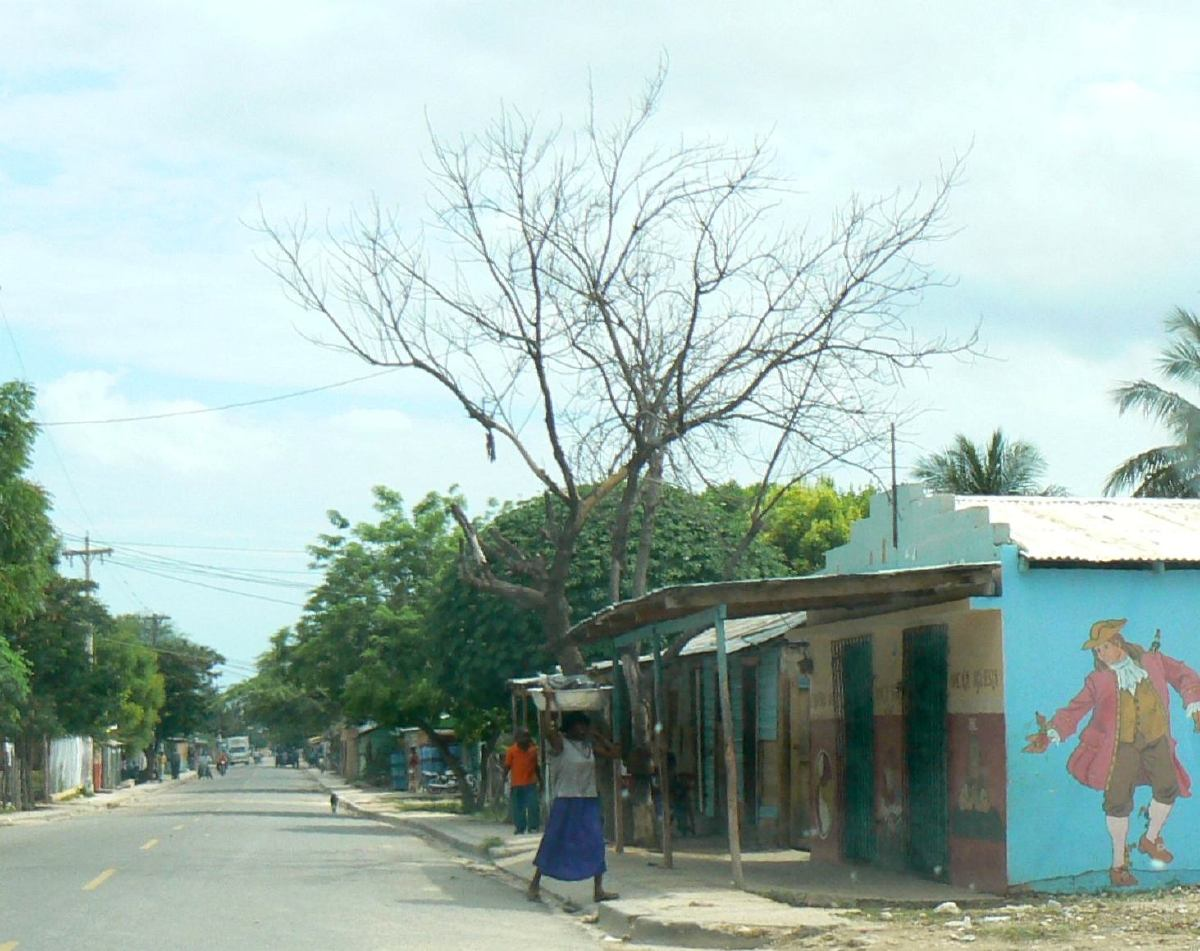

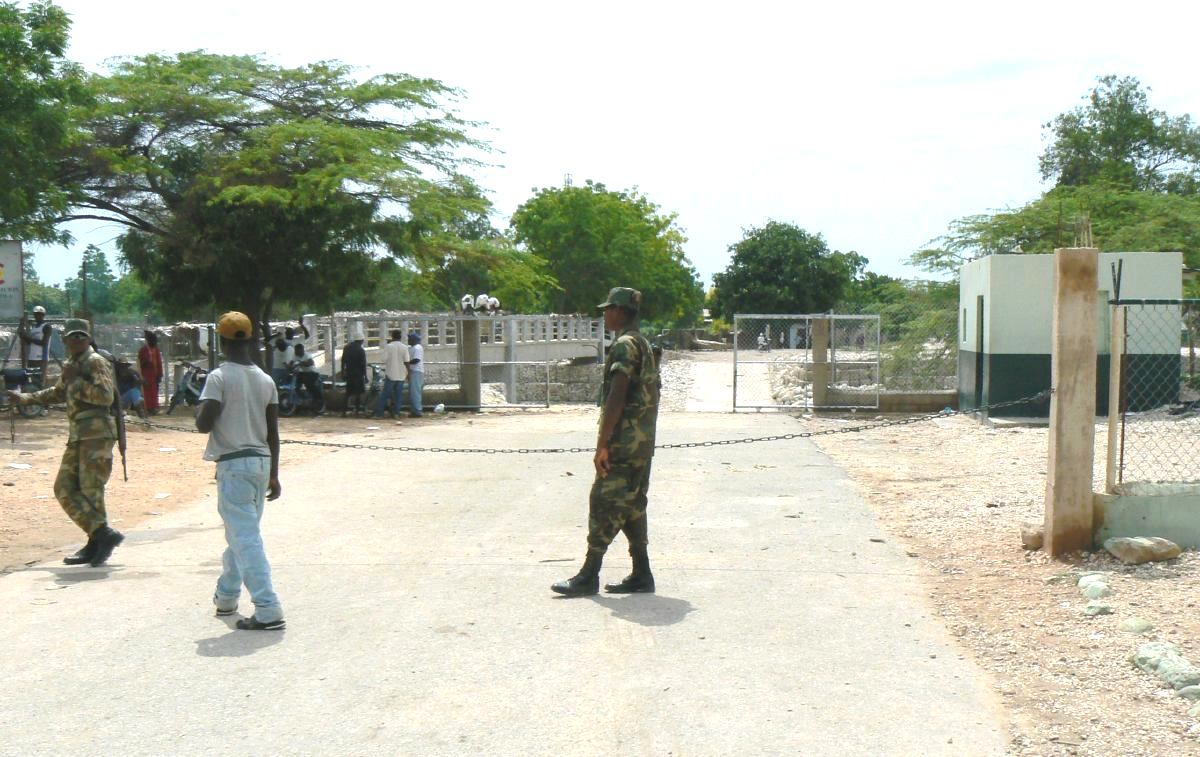

佩德納萊斯（西班牙語：Pedernales，西班牙語發音：[peðeɾˈnales]）是中美洲國家多明尼加共和國的城市，也是佩德納萊斯省的首府，位於該國西南部，始建於1927年，距離首都聖多明哥335公里，面積1,274.67平方公里，海拔高度10米，2012年人口22,955。
18°02′N 71°45′W / 18.033°N 71.750°W